# La Bataille de Tétouan (Fortuny)
Pour l’article homonyme, voir Bataille de Tétouan (homonymie).
La Bataille de Tétouan (en catalan, Batalla de Tetuan) est une huile sur toile peinte par Marià Fortuny sur commande de la Diputació de Barcelone entre 1862 et 1864. Il représente les affrontements de la bataille de Tétouan, durant la guerre d'Afrique. L'œuvre est conservée au musée national d'Art de Catalogne à Barcelone.

## Histoire

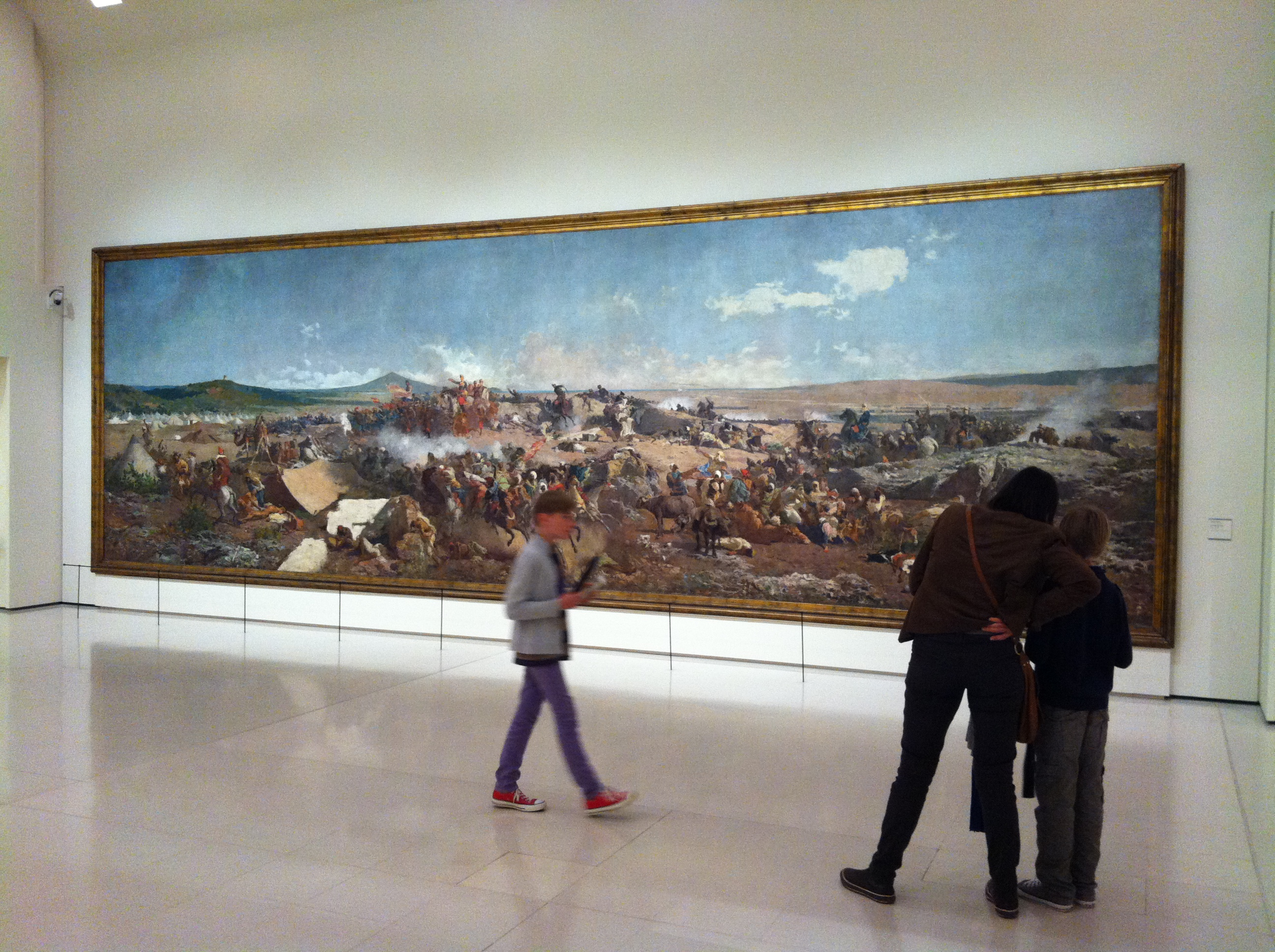
L'œuvre, exposée au MNAC.

La Diputació de Barcelone commanda la toile et finança à Fortuny un voyage à Paris pour qu'il s'inspirât de Prise de la smalah d'Abd-el-Kader par le duc d'Aumale, d'Horace Vernet peinte vers 1843. La toile fut peinte à Rome et arriva en Catalogne après le décès du peintre.
La Diputació voulut placer cette œuvre dans le « Salon du Conseil » du palais de la Députation. Actuellement le tableau est exposé au musée national d'Art de Catalogne à Barcelone, sous le numéro d'inventaire 010695-000, grâce à un don de la Diputació de Barcelone en 1919.
L'œuvre inspira Salvador Dalí qui rendit hommage à Marià Fortuny dans sa toile homonyme, La Bataille de Tétouan peinte en 1962.

## Sources
- (ca) Cet article est partiellement ou en totalité issu de l’article de Wikipédia en catalan intitulé « La batalla de Tetuan » (voir la liste des auteurs).